# El Tatio
El Tatio (iz jezka kunze Tata-iu , kar pomeni 'prikazovati peč') je polje gejzirjev, ki leži v Andih v severnem Čilu, v regiji Antofagasta, na približno 4200 m nmv. Je največja skupina gejzirjev na južni polobli in tretja največja na svetu za Yellowstonue (ZDA) in naravnim rezervatom Kronotski (Rusija, Kamčatka). 

## Značilnosti
El Tatio ima okoli 80 gejzirjev, približno 8 % obstoječih na svetu. Izbruhi niso zelo visoki in dosegajo povprečno 76 centimetrov. Voda ima približno 86 ° C, kar je na tej višini vrelišče. Ocenjuje se, da jih vsako leto obišče okoli 100.000 turistov . Ljudje običajno obiščejo puščavo Atacama in mesto San Pedro de Atacama, preden gredo v El Tatio.
Voda je v notranjosti vulkanskih kamnin, prekritih z vodotesnimi plastmi; razpoke poganjajo vročo vodo na površino. Vir toplote ni znan, vendar je lahko magma ali intruzija.

## Geologija
Glede na študijo iz leta 2002, ki jo je izvedlo Društvo za študije in opazovanje gejzirjev (Asociación de Estudios y Observación de Geiseres (GOSA)) , to geotermalno polje vsebuje 100 doslej popisanih izvirov, od katerih je okoli 80 aktivnih gejzirjev in okoli 30 občasnih izbruhov.
Povprečna višina izbruhov je 69 centimetrov, medtem ko je povprečna višina pravega gejzirja v povprečju 76 centimetrov. Pravi gejzirji El Tatia predstavljajo 8 % vseh na svetu.
Geotermalno polje El Tatio obsega površino 10 km² in je sestavljeno iz termalnih izvirov in teras na višini 4290 m nmv, kar je najvišje geotermalno polje na svetu in v smislu obsega največje v Južni Ameriki in tretje največje na svetu.
Leži na vrhu tektonskega jarka približno 4 kilometre širokega in 6 kilometrov dolgega, ki tvori dolino El Tatio in je obdana na vzhodu s tektonskim masivom imenovanim Serranía Tucle-Loma Lucero, ki ga sestavljajo andezitni stratovulkani in predstavlja naravno geografsko mejo z Bolivijo. Na zahodu je tako imenovana vulkanska skupina El Tatio, ki jo sestavljajo predvsem riolitne kupole. 
Jarek ima od 800 do 2000 metrov debelo vulkansko kamnito polnilo. Zaradi obstoja tufov in relativno nepropustnih ignimbritov, vroča voda potuje do točke, kjer se pojavi zaradi prisotnosti prelomov v smereh SZ-JV in SV-JZ in omogočajo topli vodi izhod na nadzorovan način.
Vode geotermalnega polja prihajajo iz območja, ki je vzhodno-jugovzhodno od kraja, kjer so gejzirji. To območje je veliko med 12 in 20 kvadratnimi kilometri. Voda se premika bočno iz tega geotermalnega področja skozi tri ignimbritne vodonosnike imenovane Puripica, Salado in dacitna Tucle. Te tople vode hranijo kaldere v Pastos Grandes in Guacha.

### Področja geotermičnega polja el Tatio
Geotermalno polje ima tri območja z različnimi značilnostmi : 
- glavno teraso (La Terraza Principal), ki se nahaja v bližini pobočja doline in je največja, s povprečno površino 5 kvadratnih kilometrov, ki omogoča odvajanje vode in ima velike terase sinterja. Tu so največji stožci (aktivni in neaktivni) in najvišje polje gejzirjev, kjer so doslej opazili do 5 metrov visoke in najvišja koncentracija pravih gejzirjev, med katerimi imajo nekateri očitno predvidljive intervale.

- srednja terasa (La Terraza Media) je odprt prostor, tik južno od glavne terase, sestavljena predvsem iz silicijevega dioksida; na terasi so bazeni do 3 metre globoki z izbruhi kot izvir; izbruhi so kratki in neprekinjeni, nenormalni v časovnih presledkih in višini.

- spodnja terasa (La Terraza Inferior) ali znana tudi kot 'skupina rek' je ob reki Salado in 2 km nižje od srednje porečja. Na tem področju je malo nakopičenega silicijevega dioksida, nekateri podzemni gejzirji in približno 10 izvirov zelo blizu reke in dosegajo višine od 1 do 3 metrov. Nekateri od teh izbruhov izvirajo iz notranjosti rečnih kanalov in izločajo usedline proti svojim brežinam.

## Okoljevarstvene polemike
3. julija 2008 je Comisión Regional del Medio Ambiente (Corema) iz Antofagaste odobrila prvo fazo raziskovanja geotermalnih virov na območju južno področja gejzirjev El Tatio, ki jih je izvajala družba Geotérmica Norte . Potezo je kritiziral Svet narodov Atacamencev, kot domnevno pomanjkanje legitimnosti s strani države, da odstopijo zemljo in neobveščenosti o vplivu, ki bi ga tak ukrep imel na ekosistem . Projekt je imel scenarij El Zoquete, ki ga je v sedemdesetih letih prejšnjega stoletja uspešno izkoristil Corfo (Corporación de Fomento de la Producción), da bi pridobili geotermalno energijo.
8. septembra 2009, medtem ko je podjetje opravljalo raziskovalno delo na kopnem, je v enem od vodnjakov prišlo so puščanja vode, ki je dosegla višino 60 metrov. Uhajanje je trajalo 27 dni. Dejstvo je vznemirjalo oblasti in prebivalce tega območja, ki so kritizirali izkoriščanje kraja in tveganje, ki pomeni za okolje . Po incidentu je Regionalna komisija za okolje sklenila, da zaključi delo raziskovanja in družbo kaznovala z globo v višini 5500 UTM (Unidad Tributaria Mensual - obračunska enota, ki se v Čilu uporablja za davčne namene in globe, posodobljena glede na inflacijo) zaradi »napak v postopkih, varnosti delavcev in kontrolnih sistemov.« 
Po incidentu je bila izvedena preiskava, da bi ugotovili posledice na okolje. Ko je bila preiskava zaključena, je Državni obrambni svet odločil, da družba Geotérmica del Norte ne more biti obtožena, ker po zbranih informacijah ni prišlo do okoljske škode.

## Rastlinstvo
Območje med San Pedro de Atacama in El Tatiom je v tako imenovanem visokogorskem stepskem biogeografskem območju, za katerega je značilna višina med 3000 in 5000 m nmv z visoko aridnostjo in kratkim vegetativnim obdobjem. V mesecih januarju in februarju, sredi poletja, na to območje vpliva deževje zaradi vpliva tropskega podnebja in se imenuje altiplanska zimo.
Del, ki je najbližji San Pedru de Atacama, med 3000 in 4000 m nmv, je vegetacijska formacija, imenovana Estepa Arbustiva Pre-Puneña. Tu je za pokrajino značilna prisotnost majhnih izoliranih grmovnic, nekaj kaktusov in tako imenovana Paja amarilla’’ (Stipa frígida) – trava bodalica, trave s koreniko, ki se menja s Coirón (Stipa chrysophylla).
Tukaj je pogosto najti nekaj kaktusov, kot so kume ali Chuchampe (Maihueniopsis conoidea), vrsta, ki se poveča, ko se vzpenja. Prav tako je mogoče najti bolivijski Puskayo (Maihueniopsis boliviana), verbena Acantholippia trífida in majhen grm imenovan Pingo pingo (Ephedra breana).
Ob cestah ali v grapah so nekatere sočnice (sukulente), kot je Cistanthe celosioides, ki se odlikuje s cvetenjem zaradi svetlo oranžne, bele, rdeče in zelene barve.
Na tej višini so vrste, kot so razhudnikovka Lycium sp., rožmarin Fabiana sp. in Fabiana densa, poleg je zajčja deteljica Oxalis sp., kot tudi nekatere vrste Baccharis sp., Senecio sp. in nekaj grmovja Adesmia sp.
Na poti je mogoče videti nekaj primerov kaktusov trobentovcev Trichocereus atacamensis, ki so skupaj z yareto Azorella compacta ranljivi v tem regiji. 
Bližje El Tatiu bi našli vrste kot so slama Stipa chrysophylla, ki se uporablja za pokrivanje streh tradicionalnih hiš, ki jih je mogoče videti v vasi Machuca. Druga vrsta je zelo podobna in se imenuje Paja Brava (Festuca orthophylla), slednja je bolj pogosta vrsta na 4300 m nmv.
Območje, kjer geotermalno polje El Tatia ustreza drugemu vegetacijskemu tipu imenovanem stepa Sub-Desértica de la Puna de Atacama, se razvije med 4300 m in 5000 m nmv. To je območje, ki je izpostavljeno hladnim in suhim vetrovom, pa tudi s snegu v zimskih mesecih. Tu so trave kot je Stipa chrysophylla in manj Paja Brava kot izolirani kosmi.
Na tem področju je nekaj trav: Junellia tridactyla, Calceolaria stellariifolia in nekatere metuljnice (Fabaceae) kot so Adesmia atacamensis, grmičasta rastlina kot Baccharis incarum, Parastrehpia quadrangularis, Atriplex atacamensis, ki jo zelo uporablja živina in znana Rica-rica Acantholippia punensis, ki se uporablja kot zdravilna rastlina.
Od grmičevja je Perezia atacamensis, grint Senecio puchii in Lenzia chamaepitys. Medtem ko je v močvirjih Arenaria rivularis, Oxychloe andina in Zameioscirpus atacamensis. 
Približno 4700 m visoko se vegetacija drastično zmanjša, le nekatere vrste, kot Junellia sp. v teh hladnih krajih zraste spomladi.

## Živalstvo
Področje stepe Alto Andina je habitat za številne vrste, ki živijo v razmerah, ki so skrajne za človeka. 

### Sesalci
Na cesti med El Tatiom in Machuco je mogoče opazovati nekaj strmih in skalnatih odsekov z viskači Lagidium viscacia, podobni zajcem, vikunje, majhne divje vrste ameriških kamelidov iz družine lam, ki so ogrožene in jih je mogoče opaziti, medtem ko se napajajo v potokih. Včasih je mogoče videti nekaj andskih lisic Lycalopex culpaeus, ki je edina zver, ki živi na tem območju Altiplana in se hrani s pticami, glodavci in plazilci.

### Ptice
Na območju gejzirjev živi približno 36 vrst ptic, večinoma vodnih ptic, vključno z nekaterimi plamenci. Obstajajo tri vrste plamencev: čilski plamenec (Phoenicopterus chilensis), andski plamenec (Phoenicoparrus andinus) in kratkokljuni plamenec (Phoenicoparrus jamesi).
Prav tako je mogoče opazovati andsko gos (Chloephaga melanoptera), čopasto raco Lophonetta specularioides, raco Anas Puna, vrtorepega prodnika (Calidris bairdii) in veliko lisko (Fulica gigantea).
Drugje so še jerebice Tinamotis pentlandii, nanduji Pterocnemia pennata, gorska karakara Phalcoboenus megalopterus in andski kondor. Poleg geotermalnega področja je enostavno opazovanje andskega galeba Larus Serranus, ima črno glavo in belo telo in majhnega črnonogega ščinkavca Phrygilus atriceps.

### Plazilci in dvoživke
Dokaj pogosti so kuščarji in sicer dve vrsti: Liolaemus barbarae, ki živijo v goščavi, so barve kave z vzdolžnimi progami in andski kuščar Liolaemus andinus, bolj sploščen in zelenkaste barve. Zraven potokov je mogoče najti žabo Bufo spinulosus, Telmatobius vilamensis in slavno krastačo Telmatobius halli, ki živi zelo blizu vročih vrelcev.

## Zaščita
Po okoljskih polemikah je v decembru 2009 Nacionalni kongres Čila sprejel zakon o razglasitvi naravnega spomenika na geotermalnem področju El Tatio (Santuario de la Naturaleza), pod okriljem Sveta narodnih spomenikov (Consejo de Monumentos Nacionales).
V oktobru 2010 je predsednik Sebastian Pinera sporočil, da so gejzirji El Tatio razglašeni za naravno območje.  in dal nalogo Ministrstvu za kmetijstvo, z namenom vključevanja gejzirjev v kategorijo narodni park. Vendar pa ta projekt ni napredoval.
V letu 2011 so dali čilski poslanci novo pobudo, da bi jih razglasili narodni park, da bi se izognili prihodnjim izkoriščanjem geotermalne energije. 

## Upravljanje in oprema
Z geotermalnim parkom El Tatio, od septembra 2014 upravlja avtohtona skupnost Atacameñas Toconce in Caspana. To je podaljšanje prvega koncesije dodeljene med letom 2006-2014 in ki se bo podaljšala za obdobje 30 let in vključuje upravljanje površine 1533 hektarjev v občini Calama. 

## Varnost

### Varnost na geotermalnem polju
Po nesrečah, ki so se zgodile leta 2003, ko so bili nekateri turisti resno ožgani in pod pritiskom medijev, ki so izpostavili slabe varnostne razmere, in vsaj 10 resnih nesreč v petletnem obdobju izkazali, je regionalna vlada Antofagaste sklenila izpeljati naložbo v varnost prek Regionalnega sklada za regionalni razvoj (FNDR). 
Novi varnostni ukrepi so bili izvedeni julija 2003 in so sestavljali namestitev varnostnih znakov v španščini in angleščini, razmejitev poti in izgradnjo parkirnih prostorov.
Kljub temu se je avgusta 2004 zgodila smrtna nesreča.  Druga resna nesreča se je zgodila zaradi malomarnosti, ki jo je januarja 2006 storil britanski turist. 
2009 je bila vprašljiva varnost v prostoru za obiskovalce, tokrat zaradi škode geotermalnega raziskovanja, ki je generiralo puščanje pare iz umetne fumarole, in je kazalo, da bi območje zaprli, čemur je nasprotovala lokalna skupnost.
Potem ko je prišlo do nesreče 8. oktobra 2015 v kateri je bil belgijski turist opečen do 85% telesa po padcu v ene izmed vrtin, so geotermalno polje zaprli. Skupnost, ki upravlja mesto, je obljubila spremembe, da bi se preprečile nadaljnje nesreče. 